# Zorro Is Back/To You Mi Chica
 Zorro Is Back/To You Mi Chica è un singolo di Guido De Angelis e Maurizio De Angelis, pubblicato con lo pseudonimo Oliver Onions dalla RCA Italiana nel febbraio 1975.

## Zorro is back
Zorro is back è un brano scritto da Susan Duncan smith su musica Guido e Maurizio De Angelis. Il brano fu utilizzato come colonna sonora del film di cappa e spada Zorro, diretto da Duccio Tessari e interpretato da Alain Delon.

## To You Mi Chica
To You Mi Chica è la canzone pubblicata sul lato B del singolo, scritta dagli stessi autori, anch'essa presente nel film.

## Edizioni
Il singolo è stato pubblicato in Spagna, Belgio, Portogallo, Germania, Francia, Svezia e Giappone dove ottenne un buon riscontro, forte del fatto che Zorro fu uno dei primi film occidentali a essere proiettato in Cina, dopo la Rivoluzione culturale (venne distribuito nel 1978); venne visto infatti approssimativamente da 70 milioni di cinesi.
Entrambi i brani furono inclusi nell' LP ufficiale della colonna sonora, Zorro (Original Film Soundtrack), ristampato anche in CD più volte nel corso degli anni.